# Ампик
Ампик (др.-греч. Ἄμπυξ) — имя ряда персонажей греческой мифологии:
- сын Пелия, отец Арея, предок Патрея — эпонима города в Ахайе[1][2];
- отец Фемия, эпонима города Фемии в Фессалии[3];
- кефен, спутник Финея, превратившийся в камень, увидев голову Горгоны Медузы[4][5];
- отец Мопса, сын Титарона[6];
- отец Идмона[7];
- лапиф, на свадьбе Пирифоя убил кентавра Оэкла, ударив его копьём в лицо[8][9].